# Lu Decheng
Lu Decheng (* in Liuyang, Provinz Hunan, Volksrepublik China) ist ein chinesischer Dissident.
Am bekanntesten ist er für seine Rolle in der „Eierwäsche“ von Maos Porträt auf dem Platz des Himmlischen Friedens, zusammen mit zwei Freunden, Yu Dongyue und Yu Zhijian, während der Proteste auf dem Platz des Himmlischen Friedens 1989. Die drei Männer wurden von Studenten und Arbeitern auf dem Platz festgehalten und der Polizei übergeben und dann wegen konterrevolutionärer Sabotageverbrechen gegen die Kommunistische Partei Chinas (KPCh) angeklagt. Lu Decheng wurde zu 16 Jahren, Yu Dongyue zu 20 Jahren und Yu Zhijian zu lebenslanger Haft verurteilt. Lu Decheng wurde nach 9 Jahren wieder freigelassen, daraufhin verließ er China und reiste 2006 nach Kanada. Lu lebt jetzt in Calgary, Alberta, mit seiner Frau und seinen Kindern.

## Leben vor Tian'anmen
Lu arbeitete für das Busunternehmen in Liuyang. Seine Familie hat tiefe Wurzeln in der Kommunistischen Partei, seine Großmutter war eine Märtyrerwitwe. Seine Mutter starb, als er noch ein kleiner Junge war. Sein Vater heiratete kurz nach ihrem Tod wieder. Mit 19 Jahren liefen Lu und seine erste Frau Qiuping zusammen weg, weil ihre Eltern ihre Beziehung nicht guthießen. 1982 fand Qiuping heraus, dass sie schwanger war. Als unverheiratete 18-Jährige galt die Schwangerschaft von Qiuping als illegal. Qiuping war zu jung, um schwanger zu sein; sie waren unverheiratet und hatten keine Geburtsgenehmigung. Das Paar entschied sich, eine Abtreibung vorzutäuschen, heiratete dann und bereitete sich darauf vor, ihr Kind heimlich zu bekommen. Ihr Kind war bei der Geburt gesund, jedoch erkrankte es nach einer Woche und wurde ins Krankenhaus gebracht, wo es starb. Nach dem Tod ihres Kindes kehrte das Paar nach Liuyang zurück. 1984 wurde Qiuping wieder schwanger und bekam ein gesundes Mädchen.

## Die Eierwäsche von Mao
Im Mai 1989 hatten Lu und seine beiden Freunde „jeglichen Glauben an die Kommunistische Partei Chinas verloren“. Nachdem sie an einer Parade in Changsha City, Provinz Hunan, teilgenommen hatten, reisten sie mit dem Bus nach Peking, um ihre Proteste an der Seite der Studenten auszudrücken. Am 22. Mai hatten sie beschlossen, Maos Porträt auf dem Platz des Himmlischen Friedens zu verunstalten. Lu sagte in einem Interview mit Xiu Lu von der Epoch Times: „Am 22. Mai, als wir drei auf der Treppe vor der Großen Halle des Volkes auf dem Platz des Himmlischen Friedens saßen, beschlossen wir, Tinte und Eier auf das offizielle Porträt von Mao zu werfen. Unsere Intention war, unsere völlige Ablehnung der Autorität der Kommunistischen Partei Chinas an ihrer Wurzel – Mao – zu demonstrieren.“ Am 23. Mai betraten die drei Freunde den Platz des Himmlischen Friedens und schleuderten die mit Tinte gefüllten Eier auf das große Porträt von Mao. Kurz nachdem sie die Eier geworfen hatten, fingen Studenten und Arbeiter die drei Männer schnell ein und übergaben sie der Polizei. Sie wurden sofort verhaftet und wegen konterrevolutionärer Sabotage in ein Gefängnis in Peking gebracht.

## Verurteilung und Inhaftierung
Die drei Männer wurden nach dem 4. Juni vor Gericht gestellt und wegen konterrevolutionärer Sabotage für schuldig befunden. Lu Decheng wurde zu 16 Jahren, Yu Dongyue zu 20 Jahren und Yu Zhijian zu lebenslanger Haft verurteilt. Die drei Männer wurden im selben Gefängnis, dem Gefängnis Nr. 2 in der Provinz Hunan, festgehalten. 1990 wurden die drei Männer getrennt. Die Behörden waren nicht der Meinung, dass sie im selben Gefängnis festgehalten werden und weiterhin in Kontakt bleiben sollten. Neben der harten körperlichen Arbeit, die von ihnen als Gefangene erwartet wurde, wurde Lu wegen seines Status als politischer Gefangener auch psychisch gefoltert. Auch Yu Dongyue wurde so schwer gefoltert, dass er in den Wahnsinn getrieben wurde. Im Juli 1995 kam Qiuping ins Gefängnis und bat Lu um eine Scheidung. Lu Decheng wurde 1998 nach 9 Jahren aus dem Gefängnis entlassen.

## Leben nach dem Gefängnis
Nach seiner Freilassung 1998 heiratete Lu wieder und gründete eine neue Familie. Er versuchte, eine Arbeit zu finden, aber die chinesischen Behörden jagten ihn weiter und machten es zu einer unmöglichen Aufgabe. Da Lu China nicht verlassen durfte und von der Regierung kein Ausreisevisum erhielt, reiste Lu im Jahr 2004 heimlich nach Thailand, um anschließend nach Kanada zu fliegen. Im August 2004 verließ er Liuyang und wanderte über die Berge und durch den Dschungel bis nach Burma. Von Burma aus gelang es ihm, nach Bangkok zu kommen, obwohl es über zwei Monate dauerte. Als er in Bangkok ankam, setzte er sich für die Freilassung von Yu Dongyue ein. Die thailändischen Beamten verhafteten Lu im Dezember 2004 auf Drängen der chinesischen Regierung, die wollte, dass Lu ausgeliefert wurde und sofort nach China zurückkehrte. Lu verbrachte über ein Jahr im thailändischen Gefängnis. 2006 ließen ihn die thailändischen Behörden frei, am 11. April 2006 kam er in Vancouver an, mit Hilfe einer privaten Gruppe von Personen, die mit der kanadischen Regierung zusammenarbeiten und ihn als Flüchtling im Rahmen eines Wiederansiedlungsprogramms der Hochkommissare der Vereinten Nationen unterstützten. Seine Familie hat sich Lu in Calgary angeschlossen. Lu ist in Denise Chongs Buch Egg on Mao: Die Geschichte eines gewöhnlichen Mannes, der eine Ikone verunstaltet und eine Diktatur entlarvt hat, das 2009 veröffentlicht wurde.